# Mala leche (canción)
«Mala leche» es un sencillo lanzado en 2004 y la canción nº16 del álbum de 2004 Impacto Certero del grupo de hip hop chileno Tiro de Gracia. Es cantada por Lenwa Dura y Juan Pincel, con acompañamientos simultáneos, y una pequeña parte de Dj Mataskaupas. Muestra la evolución del grupo, especialmente de Juan Pincel, añadiendo un estilo reggae y raggamufin cada vez más presente en él.
Trata sobre la expresión mala leche, es decir la maldad de algo o alguien, refiriéndose a los "pacos", los jóvenes de población, las parejas, el gobierno, y hasta los sueños del país. La letra en general se basa en la trama de la película, con un contexto de mafioso rap.
Se extrajo de la banda sonora de la película Mala leche, conteniendo voces y sonidos de la película. 
En el videoclip, se extraen escenas de la película, concordando cada una con la letra de la canción. Muestra a Juan y Lenwa cantando en la noche delante de un grafiti.